# Barrio La Rosa
La Rosa es uno de los sectores que forman la ciudad de Cabimas en el estado Zulia (Venezuela), pertenece a la parroquia La Rosa a la que le da nombre.

## Ubicación
La Rosa se encuentra entre los sectores La Montañita y Gasplant al norte (calle Delicias), Santa Clara y Corito al este (av Intercomunal), Valmore Rodríguez al sur (calle R10) y el Lago de Maracaibo al oeste.

## Zona Residencial
La Rosa, también conocida como La Rosa Vieja (no confundir con la Urbanización La Rosa de la Parroquia Ambrosio), es uno de los sectores originales de Cabimas, como Ambrosio, Punta Icotea y la Misión constituía un pueblo aparte, separado de los demás por la laguna de La Salina. La Rosa recibe su nombre de la misión de Santa Rosa de Lima de los frailes Franciscanos que existió alguna vez allí, pero que tuvo que ser abandonada. Incluso se cree que el sitio de una fundación de Cabimas anterior correspondiente al siglo XVII y que fue abandonada por ataques piratas pudo ser La Rosa. La Rosa es uno de los sectores populares y tradicionales de Cabimas, allí se encuentra la Iglesia San Juan Bautista, construida en 1965 y adónde llega la procesión de San Benito de Palermo una vez al año, la iglesia se destaca además por sus hermosos murales.
La Rosa le ha dado su nombre a muchas cosas, a la parroquia La Rosa (creada en 1989) que ocupa los sectores vecinos, a la formación la Rosa del Mioceno que fue descubierta con pozos del campo La Rosa (los pozos R) el primero el Santa Bárbara 1 (R1) perforado en 1917 (Los Barrosos 2 {R4} el pozo más famoso perforado en 1922 está en Gasplant), también al campo Rosa Lago con los pozos LR, a la unidad de explotación Rosa Mediano y al tipo de crudo Rosa Mediano. La Rosa está ocupada por casas, muelles, pozos, empresas contratistas y manglares.

## Vialidad y Transporte
La av Principal La Rosa lleva años con un desvío, debido a un enorme hueco que hay en su recorrido, las demás calles sufren un nivel similar de abandono. Por la Rosa pasan las líneas Cabimas - Lagunillas y Punta Gorda, por la av La Rosa y la calle R10).

## Sitios de Referencia
- Iglesia San Juan Bautista. Av Principal La Rosa Vieja.